# Microgale parvula
Microgale parvula е вид бозайник от семейство Тенрекови (Tenrecidae).

## Разпространение
Видът е разпространен в Мадагаскар.